# 1061

## Починали
- Исак I, византийски император
- Андраш I, крал на Унгария
- Исак I Комнин, византийски император
- 27 юли – Николай II, римски папа